# Hrabstwo Jefferson (Missisipi)
Hrabstwo Jefferson (ang. Jefferson County) – hrabstwo w stanie Missisipi w Stanach Zjednoczonych. Obszar całkowity hrabstwa obejmuje powierzchnię 527,19 mil² (1365,42 km²). Według szacunków United States Census Bureau w roku 2009 miało 8928 mieszkańców.
Hrabstwo powstało w 1799 roku.

## Miejscowości
- Fayette[4]

| Populacja hrabstwa w poprzednich latach | Populacja hrabstwa w poprzednich latach |
| Rok                                     | Liczba ludności                         |
| --------------------------------------- | --------------------------------------- |
| 1980                                    | 9168                                    |
| 1990                                    | 8653                                    |
| 2000                                    | 9740                                    |
| 2005                                    | 9432                                    |